# Tom Miller (jégkorongozó)
Tom Miller, Thomas William Miller (Kitchener, Ontario, 1947. március 31. – St. Marys, Ontario, 2017. szeptember 25.) kanadai jégkorongozó.

## Pályafutása
1963 és 1978 között volt aktív jégkorongozó. Az NHL-ben 1970 és 1975 között játszott két csapatban, összesen 118 alkalommal. A Detroit Red Wings színeiben egy, a New York Islanders-ében három idényen át játszott az NHL-ben.